# Kalanchoe spathulata
Kalanchoe spathulata ist eine Pflanzenart der Gattung Kalanchoe in der Familie der Dickblattgewächse (Crassulaceae).

## Beschreibung

### Vegetative Merkmale
Die mehrjährige kahle oder im oberen Teil drüsig-flaumhaarige Kalanchoe spathulata erreicht Wuchshöhen von 30 bis 120 Zentimetern. Die kräftigen, stielrunden bis fast vierkantigen Triebe haben Durchmesser von 5 bis 15 Millimeter und sind aufrecht oder niederliegend-aufrecht.
Die fleischigen, kahlen, eiförmigen, länglich bis spateligen Laubblätter sind sitzend oder etwas gestielt. Die oberen Laubblätter sind weiter voneinander entfernt und werden sehr schmal. Die kahle Blattspreite ist 3 bis 25 Zentimeter lang und 1,5 bis 10 Zentimeter breit. Sie ist an der Spitze verschmälert-stumpf und an der Basis stängelumfassend oder zu einem sehr kurzen Blattstiel verbreitert. Der Blattrand ist ganzrandig bis leicht gezähnt oder unregelmäßig gekerbt.

### Blütenstände und Blüten
Die dichten, vielblütigen, end- oder achselständigen Blütenstände bilden 5 bis 20 Zentimeter breite ebensträußige Rispen. Die aufrechten Blüten sitzen an 5 bis 20 Millimeter langen Blütenstielen. Der röhrenförmige Kelch mit einem Durchmesser von etwa einem Millimeter hat dreieckige, länglich bis lanzettliche, spitzte bis zugespitzte Zipfel. Die urnenförmige Blütenkrone ist rein gelb und bildet eine 10 bis 25 Millimeter lange, zylindrische bis beinahe vierkantige Röhre. Die ausgebreiteten Zipfel sind breit lanzettlich bis elliptisch-eiförmig, spitz oder kurz zugespitzt und werden 8 bis 10 Millimeter lang und 4 bis 5 Millimeter breit. Die Staubblätter sind im oberen Teil der Kronröhre angeheftet und ragen fast nicht bis leicht über die Röhre heraus. Die Staubbeutel sind eiförmig bis kreisrund. Die 3 bis 5 Millimeter langen Nektarschüppchen sind linealisch und oft gegabelt. Das schmale, längliche Fruchtblatt ist 5 bis 92 Millimeter lang. Der Griffel hat eine Länge von 2,5 bis 3 Millimeter.

### Früchte und Samen
Die Früchte sind aufrechte Balgfrüchte, die zahlreiche, längliche, rötlich braune, 0,7 Millimeter große Samen enthalten.

## Systematik und Verbreitung
Kalanchoe spathulata ist in Höhenlagen von 300 bis 1500 Metern in den tropischen und subtropischen Regionen Asiens an felsigen Orten weit verbreitet. Die Erstbeschreibung erfolgte 1801 durch Augustin-Pyrame de Candolle.
Es existieren zahlreiche Synonyme. Das wichtigste davon ist Cotyledon spathulata (DC.) Poir.

## Nachweise